# 宿霧太平洋航空
宿霧太平洋航空（简称宿霧太平洋）是菲律賓的一家廉價航空公司，專門營運國內和國際航班。宿霧太平洋擁有最多的国内目的地以及航班数量，並且配備了较新的飞机。
宿霧太平洋航空是JG顶峰控股公司的全资子公司，由菲律賓最富有的華裔家族之一 Gokongwei家族管理。宿霧太平洋目前由吴奕辉（John Gokongwei，顶峰控股的名誉主席）的假定继承人Lance Gokongwei领导。截止到2013年一月，公司拥有3297名员工。

## 历史
2010年，宿霧太平洋航空在推出安全設備簡介舞聖誕節特別版本，備受國際讚揚，但也有少數婦女團體抗議。宿霧太平洋航空表示，有許多旅客因不看安全設備簡介而使自己受傷，宿霧太平洋航空此舉除了增添機上活潑元素，也讓旅客注意自己的安全。宿霧太平洋航空也同時表示，空服員會在安全設備簡介舞聖誕節特別版本前預先示範正常版。
2012年7月3日，宿霧太平洋航空宣布將提供可在機上付費使用Wi-Fi的服務。。

## 目的地
宿霧太平洋航空飛往34個國內目的地，以及14個國家的27個國際目的地。

## 機隊

### 現役機隊

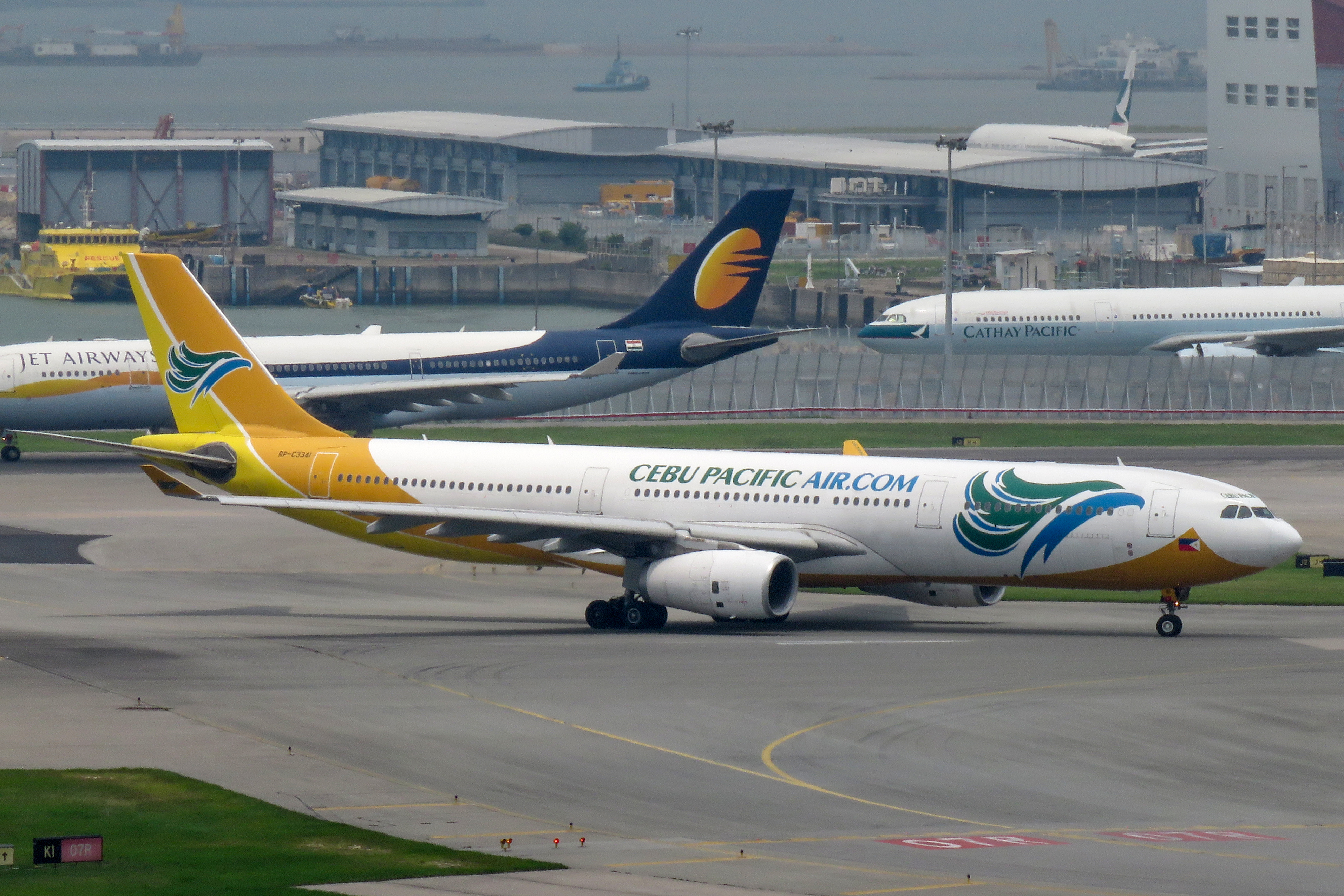
宿霧太平洋航空A330-300客機在香港國際機場

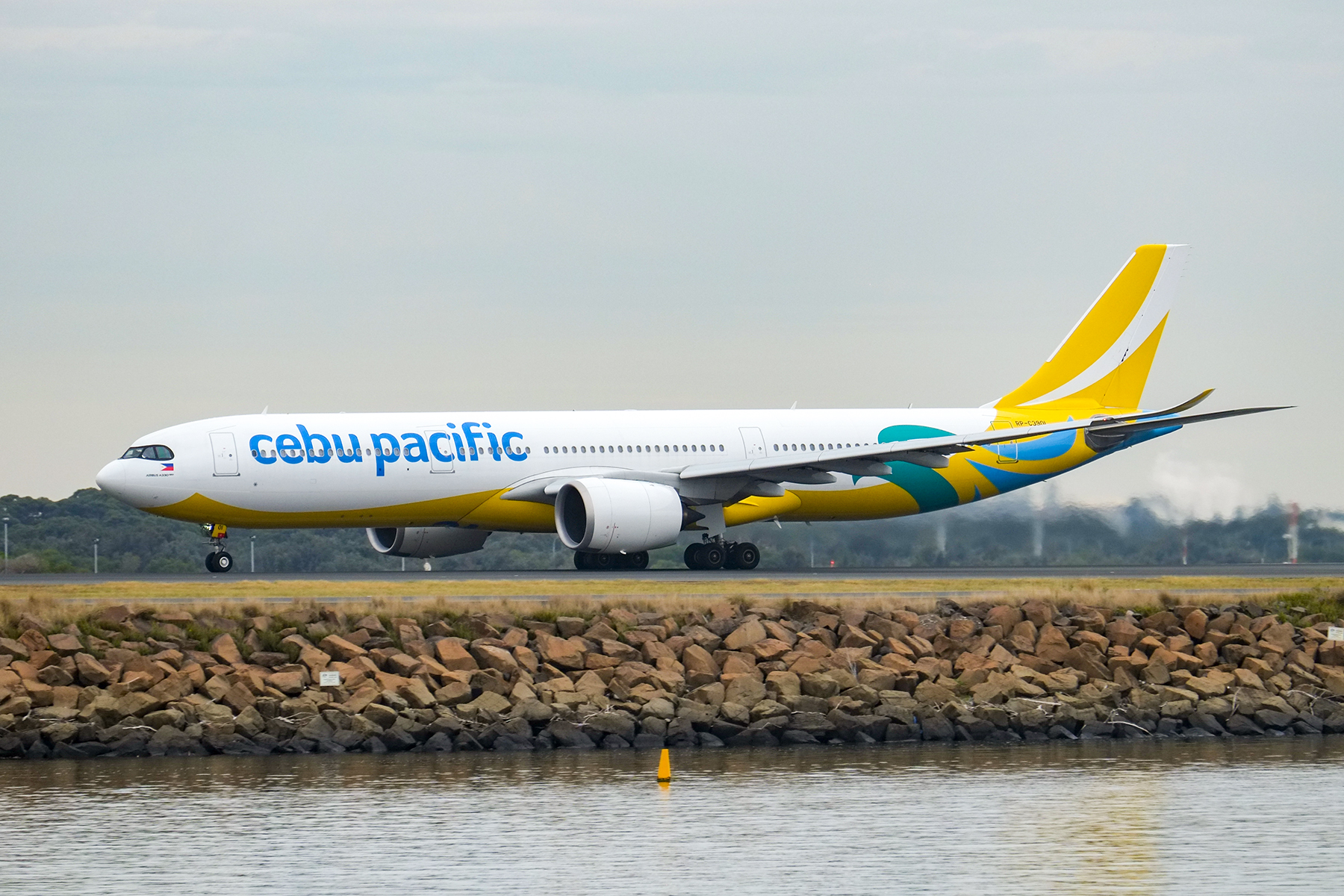
宿霧太平洋航空A330-900neo客機在悉尼机场

截至2025年6月，宿霧太平洋航空航空機隊拥有以下飞机：
| 機型                | 服役中 | 封存数量 | 已訂購 | 載客量 | 備註                                                                                      |
| ------------------- | ------ | -------- | ------ | ------ | ----------------------------------------------------------------------------------------- |
| 空中客车A320-200    | 21     | —        | 1      | 180    | —                                                                                         |
| 空中客车A320neo     | 22     | —        | 7      | 188    | —                                                                                         |
| 空中客车A321-200    | 7      | —        | —      | 230    | —                                                                                         |
| 空中客车A321neo     | 19     | —        | 84     | 236    | 交付至到2022年 計劃將某些A321neos配置為240個座位 部分屬於空中客車客艙Flex（ACF）配置。    |
| 空中客车A330-900neo | 11     | —        | 5      | 459    | 交付時間為2021年到2024年 第一間採用460座A330的航空公司 首架RP-C3900已於2021年11月27日交付 |
| 合計                | 80     |          | 97     |        |                                                                                           |

### 退役機隊
| 機型             | 推出 | 退役 | 取代機型     |
| ---------------- | ---- | ---- | ------------ |
| ATR 72           | 2015 | 2020 | —            |
| 道格拉斯DC-9-30  | 1996 | 2006 | 空中客车A320 |
| 波音757-200      | 2000 | 2006 | 空中客车A320 |
| 空中客车A319-100 | 2005 | 2018 | 空中客车A321 |

## 飛行事故
- 1998年2月2日，一架由馬尼拉飛往卡加延德奧羅的DC-9-32（宿霧太平洋387號航班），在東米薩米斯的Mount Sumagaya墜毀，機上104人全部遇難。這次墜機事件是菲律賓國內最嚴重的空難事件之一。飛行研究人員認為，此次墜機是由於飛機在塔克洛班的非常規停留所造成的。 387號航班原本是直飛航班，但是由於中途停留，飛行員不熟悉航線，從而導致飛行失誤引發事故。
- 2006年5月3日上午9點15分，一架從達沃起飛的道格拉斯DC-9（宿霧太平洋393號航班），在三寶顏機場的27號跑道降落。觸地後，飛機的主左起落架輪胎爆胎，機上100名乘客無人受傷。然而，飛機被卡在跑道上，導致機場被迫關閉23小時，所有起降三寶顏的航班被取消或更改航線。
- 2013年6月2日，一架由馬尼拉飛往達沃編號 RP-C3266 班機（宿霧太平洋971號航班），於晚間約7點10分，機場跑道燈光突然熄滅，導致班機降落後滑出跑道，無人傷亡。[9]